# Monte Gorbea
El monte Gorbea (en euskera: Gorbeia) es la cumbre más alta del macizo montañoso del mismo nombre, situado en los Montes Vascos, a caballo entre las provincias de Álava y Vizcaya, en el País Vasco (España). Tiene una altitud de 1482 metros sobre el nivel del mar y su cima está coronada desde 1899 por una cruz metálica, de la que ha habido diferentes versiones. La actual es de 17,23 metros de altura. Es un tradicional punto de referencia del montañismo vasco y corazón del parque natural del Gorbea.

## Descripción
La cumbre del Monte Gorbea se alza con sus 1482 metros entre los picos que la rodean y forman parte de su sistema montañoso. Entre los barrancos de caliza y con las peñas de la sierra del Amboto de fondo, una gran colina verde con una pronunciada pendiente conforma la cumbre de este emblemático monte. Es uno de los cinco montes bocineros de Vizcaya, desde donde se convocaban a Juntas generales mediante hogueras y el toque de cuernos.
Enclavado en la frontera de Álava con Vizcaya, en los municipios de Zuya (Álava) y Ceánuri (Vizcaya) y accesible por todas sus vertientes está rodeado de un espléndido paraje natural que ha servido de sustentación para las labores más arraigadas de los modos de vida rurales, el pastoreo, la producción de carbón y la agricultura de montaña. Sus hayedos y robledales guardan construcciones prehistóricas que nos recuerdan que esas tierras fueron habitadas por el hombre desde el principio de los tiempos. Estos parajes, conservados en el aislamiento de la civilización, son los que han dado origen al parque natural del Gorbea, que se complementan con el cercano parque natural de Urquiola y mantienen entre ambos una rica diversidad de vida animal y vegetal.
Su bonanza en el ascenso lo ha hecho muy popular entre los montañeros vascos que acuden a su cima por todas sus vertientes. Su cruz, que se ve desde casi todos los rincones de la zona, se ha convertido en un símbolo de referencia. Es tradicional la subida al Gorbea el último y primer día de cada año juntándose en la ascensión cientos de personas que brindan con champán, cava o sidra en la cruz.
Junto a la cruz y la Virgen de Begoña, que mira a Vizcaya, hay un buzón donde se pueden dejar las tarjetas de los concursos de montaña. El buzón fue instalado en 1926 por el Athletic Club.[cita requerida]
El 14 de junio de 1931, se colocó una mesa de orientación, con forma de prisma cilíndrico de 0,80 m de diámetro y 1,18 m de altura, donde se señalan 106 montes (recoge montes hasta el Pirineo central) proyecto que se debió a Lucio Lascaray que emprendió los trabajos para su realización en 1929. La colocó el club de montaña de Vitoria. El dibujo de la placa corresponde a Ángel Aguirre y esta se realizó en los talleres de Puy de Dòme en Francia.
La cumbre del Gorbea alberga dos vértices geodésicos: uno es la cruz  (enlace roto disponible en Internet Archive; véase el historial, la primera versión y la última). y el otro es la mesa panorámica  (enlace roto disponible en Internet Archive; véase el historial, la primera versión y la última)..

## La cruz

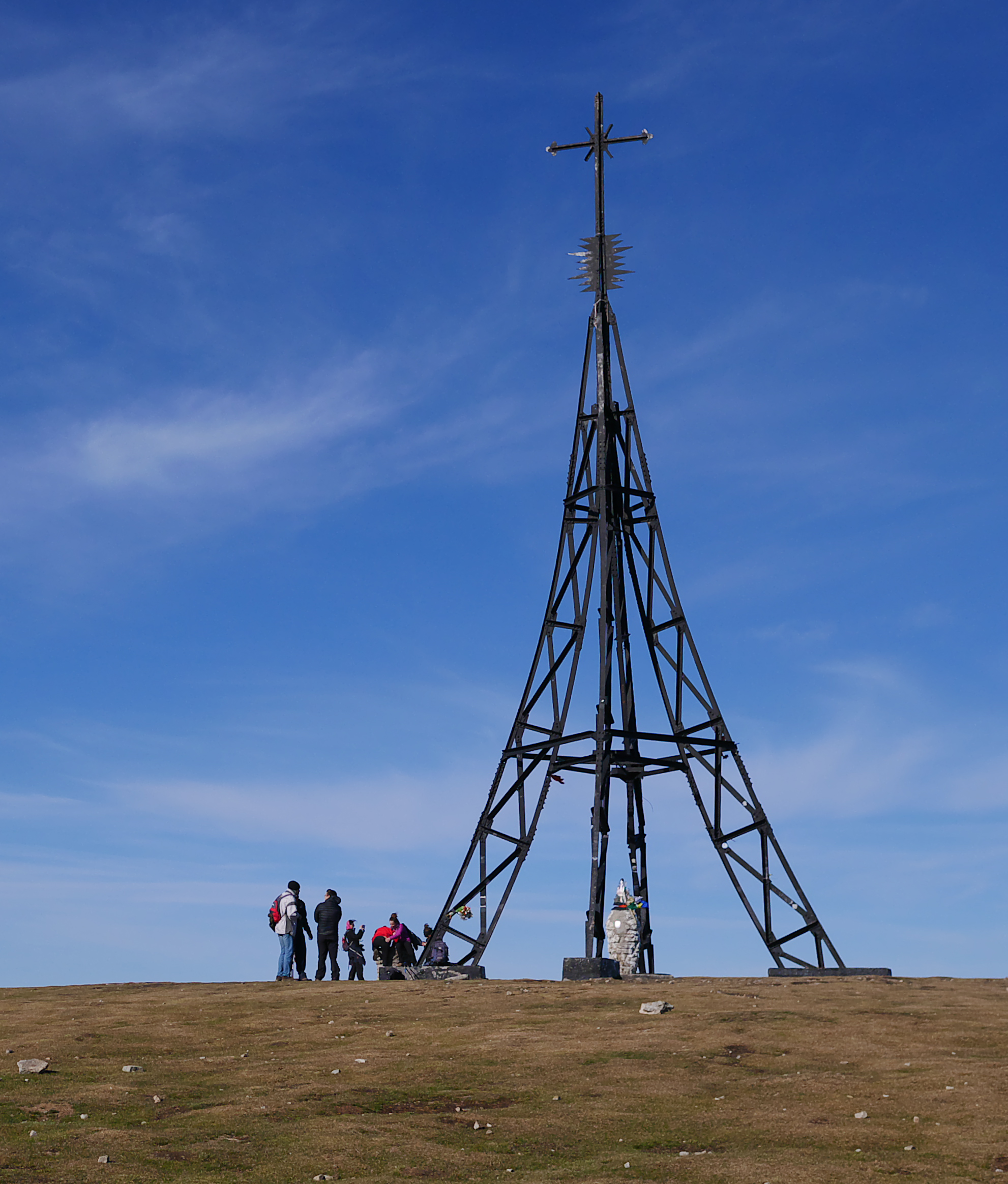
Cruz del Gorbea

En 1899 el papa León XIII llamó a levantar cruces en todas la cimas de los montes más altos de la cristiandad para dar de esta forma la entrada al nuevo siglo XX. Este  llamado fue obedecido fielmente en el catolicismo vasco. 
León XIII mandó que se constituyeran comisiones para impulsar y organizar esos proyectos. La comisión vasca, organizada por el párroco de Ceánuri, Juan Bartolomé de Alcibar, y presidida por el arcipreste de Cigoitia, José María de Urratxa, acuerda levantar una gran cruz en el monte más alto, en el Gorbea, en la loma de Gorbeiagana. Se encargó el proyecto al arquitecto Casto de Zavala y Ellacuriaga que realiza cuatro proyectos.

### La primera cruz
Se acuerda levantar una cruz de 33,33 m de altura y con una envergadura de 14,5 m, el aspa horizontal estaba a 27 m de altura, y se quiere inaugurar para 1900 pero las obras se retrasan. El 16 de junio de 1901 se comienza a excavar los cimientos de la cruz y la cruz se inauguraría el 12 de noviembre de ese mismo año. En la inauguración hermanaron los municipios de Cianuri y Zuya, que fueron los que tuvieron un papel principal en la obra.
El presupuesto era de 50 000 pesetas que se recaudan en suscripción popular. En el boletín de la Diócesis de Vitoria de 1901 se escribe lo siguiente; 

...Para realizarlo, la Comisión que suscribe, contando, desde luego con ese arranque viril y siempre generoso de los vascongados, que no en vano llevan como infiltrado en su espíritu y en su sangre el grito Aurrerá, es decir, siempre adelante y con ánimo resuelto para todo lo bueno y grandioso, acude a los hijos de Vizcaya y Álava invitándoles a contribuir con su óbolo para la erección de una cruz colosal de hierro, cuyo estudio está ya hecho y que ha de ser de mayores ó menores dimensiones, de 33  metros ó menor, según la importancia de lo que se recaude

 El 12 de noviembre de 1901 se inaugura el monumento, los pastores de las campas del Gorbea que acudieron a la inauguración predijeron que no aguantaría mucho en pie, y así fue, el día 12 del mes siguiente se vino abajo.}}
Esta cruz se construyó en Luchana en los talleres de Serapio Goikoetxea (alcalde de Baracaldo en aquellas fechas). De los talleres, que estaban frente a la estación del ferrocarril, se montaba en tren hasta Izarra y de allí en carretas, los vecinos de Zárate, la llevaban a la cumbre en un viaje que duraba 14 horas.

### La segunda cruz
No se deja pasar mucho tiempo para comenzar de nuevo las obras de la cruz. Se vuelve otra vez a construir una cruz tan grande como la primera (en el primer año de su construcción alcanzó los 25 m). 22 meses después se inaugura la nueva cruz. El 1 de octubre de 1903 bendicen la nueva obra con aguas del río Jordán.
El 12 de febrero de 1906 un vendaval tira de nuevo la cruz.
El párroco de Ceánuri comentaba la totalidad del proyecto, que era más pretencioso que el levantar la cruz en el boletín del Obispado de Vitoria;

Para completar el proyecto faltan aún ciertos detalles que consisten en una pequeña capilla en el espacio de diez metros  que hay de columna a columna, entre las cuatro dobles que sirven de base, cuya cerradura harían cuatro grandes planchas de hierro con inscripciones en varios idiomas, colocándose en su interior una imagen del Sagrado Corazón de Jesús. Acaso aparezca alguna alma generosa que con espíritu de piedad, done recursos para estos detalles, é indudablemente fomentaría la devoción a la monumental Cruz de Gorbea

### La tercera cruz, la actual
En 1907 se comienzan las obras de la tercera cruz con un nuevo proyecto mucho más humilde. Una altura de 17,23 m y una estructura que recuerda a la torre Eiffel. La estructura metálica de base cuadrada de cinco metros de lado está anclada en zapatas de hormigón. Los píes norte y este están en suelo vizcaíno mientras que los pies sur y oeste en suelo alavés. Con perfiles en T y separados en la base a 1 metro de distancia se van aproximando hasta unirse en un vértice común en el centro. Entre los perfiles en T se teje una celosía de diagonales cruzadas y montantes en perfil angular que están unidas por tornillos. Del punto de unión sale una cruz latina cuyos brazos están orientados al este y oeste. En su base hay representada una llama, como la luz que ilumina el mundo, y el centro el anagrama de Cristo. Tuvo un pararrayos en sus inicios.
Se construyó en los talleres de Serapio de Goikoetxea y Palacio y no hay datos de su proyecto ni inauguración. Las primeras noticias datan de 1912. 
El 23 de junio de 1963 se complementa el conjunto religioso con la imagen de la Virgen de Begoña (habría que reponerla en bronce en 1967) que instala el Grupo Alpino Baskonia.
En 1991 se restaura y pinta la cruz lo mismo en junio de 2019.

### La copla
En 1915 Ruperto Urquijo Maruri, un ebanista, poeta y compositor de Llodio (Álava), compone el zortziko Luciano y Clara, lo hace para amenizar las tertulias que él y su familia solían tener la fonda del Villaro donde acudían a su balneario periódicamente a tomar las aguas. Entre los asistente habituales se encontraba un pastor del Gorbea llamado Luciano que tenía una novia llamada Clara. Urquijo compone la copla en su honor y la canta la hija de Ruperto Urquijo en el periodo vacacional de estos de 1915. En 1919 se estrena oficialmente  en Bilbao interpretada por la banda de música municipal dirigida por el maestro Córdoba. En 1940 se Aramburu la adapta y le cambia el título poniendo En el monte Gorbea. La canción se hace popular convirtiéndose en uno de los himnos de los aficionados a la montaña del País Vasco. La copla dice así:
De las montañas vascas 

la que más quiero voy a citar. 

A la que más venero 

con gran cariño voy a cantar. 

En el monte Gorbea 

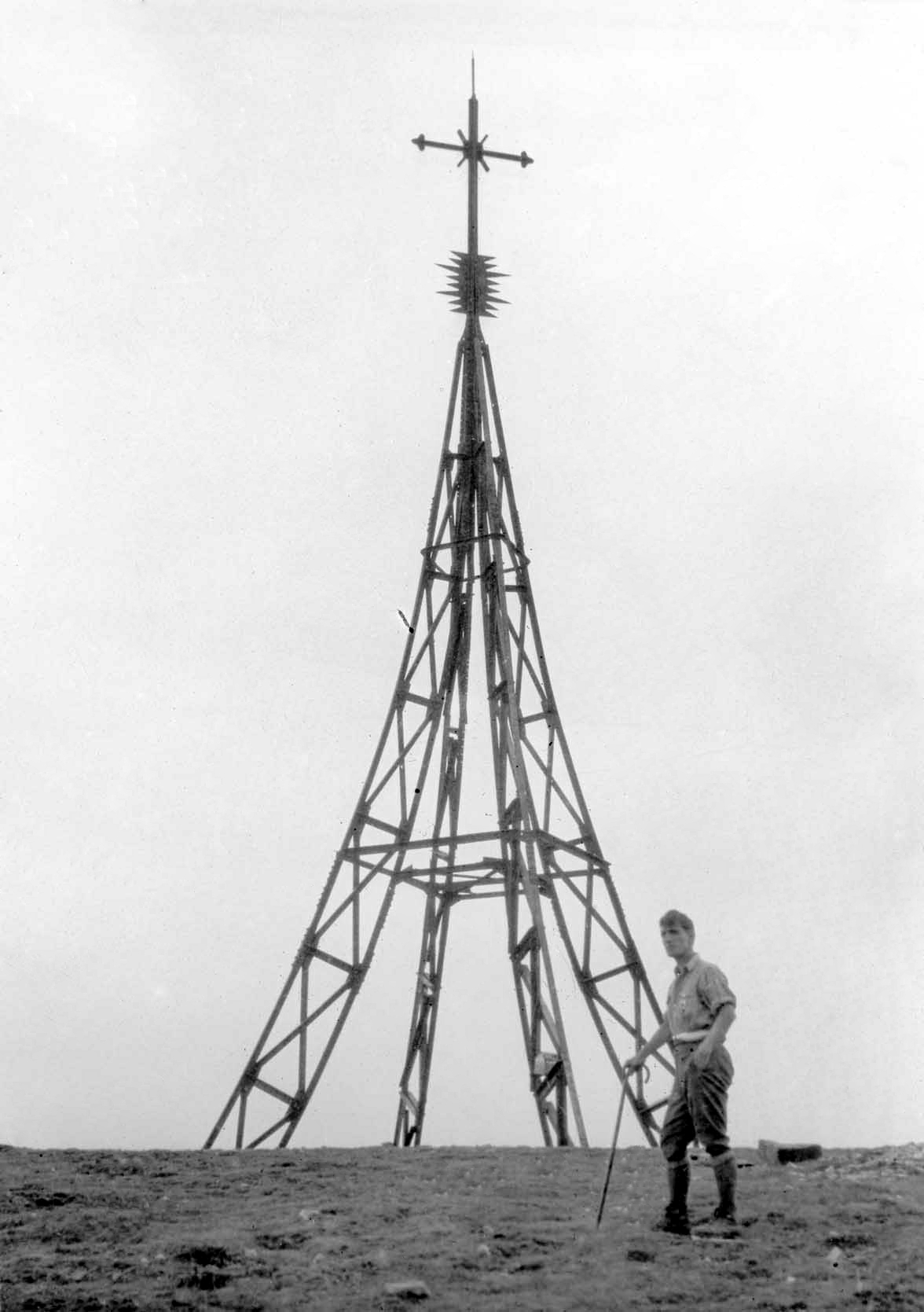
La cruz del monte Gorbea a principios del.

en lo más alto hay una cruz de amor, 

haciendo guardia en ella 

al valle Arratia donde eres tú.
 
Al son de los cencerros

los rebaños a pastear van.

Y yo pensando en Mari

toda la vida me voy a estar.

Marichu ven, óyeme bien.

esta canción de amor, de amor

que suele ser amanecer

al toque de oración.

Marichu sube al monte y verás

a la cruz del Gorbea brillar

y en lo más alto tú gritarás:

¡¡Aurrera mutilak!!

- La copla sobre el Gorbea

## Rutas de ascenso
Accesibles desde todas la vertientes son muchos los itinerarios para acceder a su cima.
Desde Pagomakurre

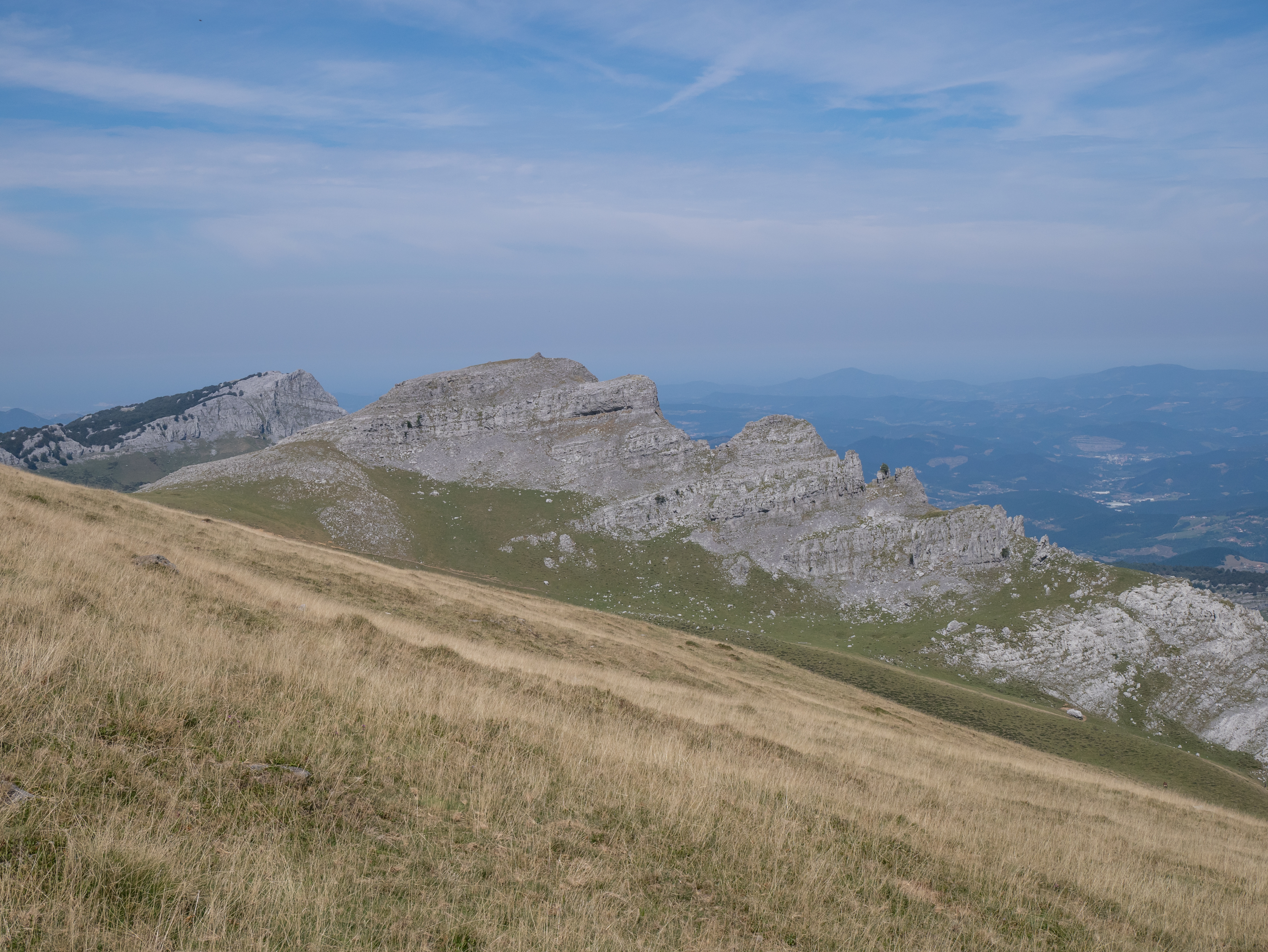
Aldamin

El más utilizado por los vizcaínos; es muy cómodo y agradable. Dejando el coche en Pagomakurre (883 m) se toma una amplia pista que lleva a las campas de Arraba a las que entramos por el paso llamado Arrabakoate (1073 m). Se cruzan dichas campas y se pasa al lado del refugio de Elorria. Seguimos dirección suroeste pasando bajo la peña de Gatzarrieta y pasando a la cuenca de Egiriñao por el amplio paso de Aldape llegando a la ermita de la Virgen de las Nieves y a su refugio vecino. Subimos entre algunas piedras hasta el collado de Aldaminoste (1321 m) donde a la izquierda nos queda, muy cerca la cumbre del Aldamin (1378 m) y a la derecha se alza la loma del Gorbea con su cruz en lo alto. Se sube la pendiente ladera y se llega a la cima.
Desde Zárate
Éste es el itinerario que se siguió para subir los pertrechos de la cruz. Desde Zárate (730 m) se sigue una pista que deja a la izquierda La Llana (866 m) hasta llegar a los collados de Lezaldai (845 m) y Errentigaran (834 m). Se sigue dejando a la derecha el promontorio de Alpartizahar (956 m) llegando a Iturrikiano Mugarria (943 m). Salvamos Araza llegando a Sakutuko arratea (1108 m). Entre hayas pasamos cerca del refugio de Pagazuri. Seguimos el camino entre las lomas de Pagazuri y Arroriano y nos encontramos con la loma en la que se alza la cruz que conquistamos por la izquierda.
Por los embalses

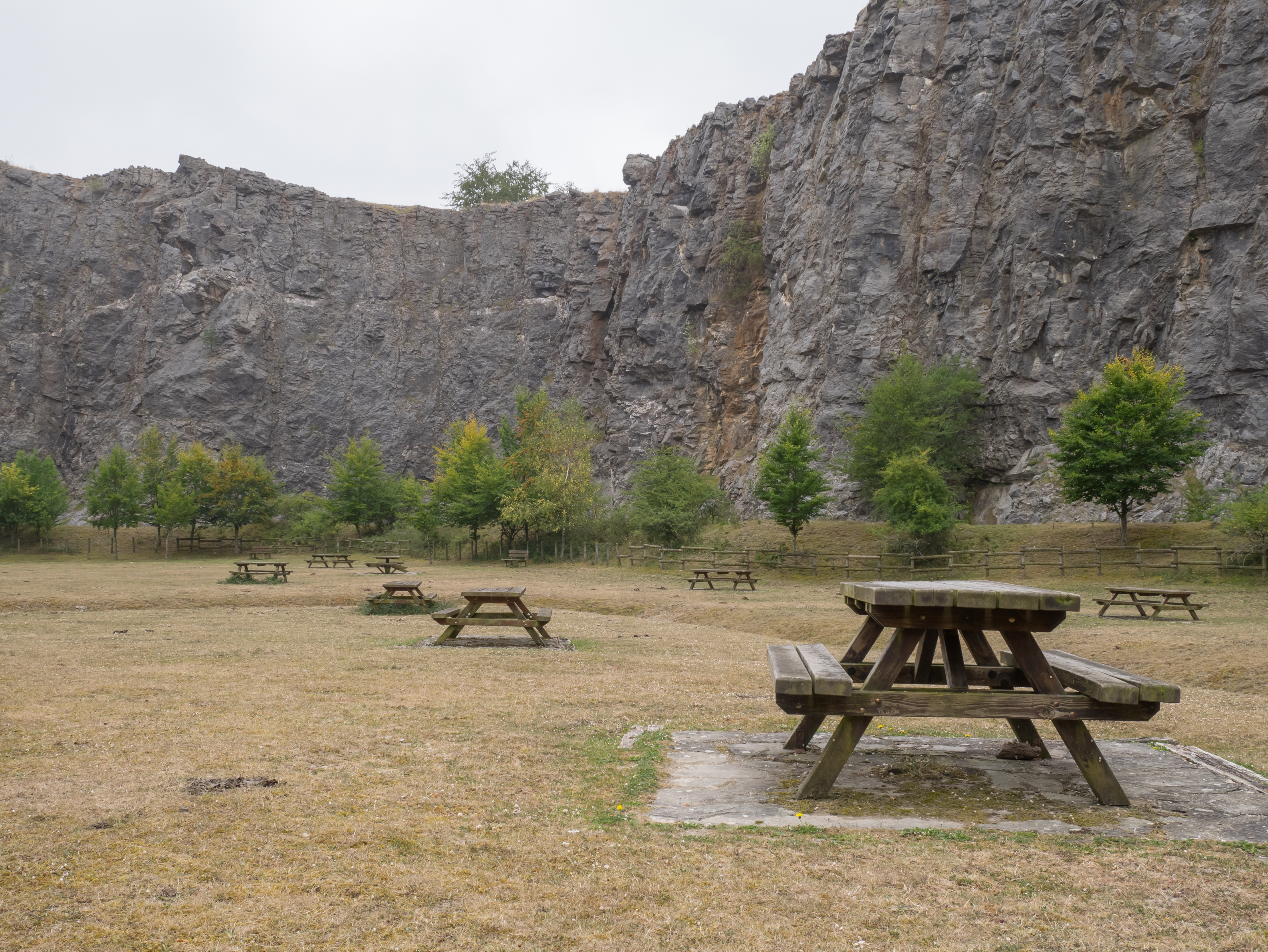
Canteras de Gorbea

Desde los embalses de Murua (683 m) siguiendo el curso del río Zubialde por la carretera hasta las canteras convertidas en zona de recreo. Desde aquí hay dos alternativas;
- Por la senda Murua, subiendo hacia la loma de Gonga hasta alcanzar la zona llamada Sekelekularreko landa donde nos unimos con el camino que viene desde el pueblo de Murua. Más tarde se nos unirá la senda Zárate por la izquierda y subiremos una fuerte rampa hasta un hayedo. Después continuaremos entre los montes Pagazuri y Arroriano divisando a lo lejos la cruz de Gorbea. Siguiendo el camino nos encontraremos una señal que nos indicará la senda Egillolarra pero nosotros continuaremos ascendiendo girando ligeramente hacia la izquierda (Oeste).
- Por la senda Eguillolarra: comienza en la chabola de madera situada metros antes de las canteras. Se asciende por debajo del cordal dejando a la derecha las cuevas de Mairuelegorreta alcanzando las chabolas de Eguillolarra (1205 m) en la vertiente Este de Arroriano (1343 m). Se sigue hasta el collado que forman las lomas del Gorbea y Arroriano. Se sube la loma del Gorbea hasta la cruz (6 km).

Desde Barazar
Desde el puerto de Barazar, en la N-240 (605 m), por el camino que lleva a Saldropo llegamos al refugio de Arteane (624 m). Torcemos a la derecha nada más pasar el refugio y en una bifurcación, después de llanear un rato, seguimos por la izquierda hasta la pared rocosa de Atxuri (936 m). Por el paraje de Atxuripe llegamos al paso de Atxuri (917 m) y por un sendero llegamos a Agiñalde (903 m). Dejamos a la derecha las chabolas de Zenigorta y Larragoien (1003 m) nos dirigimos al paso de Dulau (1136 m), pasamos al siguiente barranco donde siguiendo la fuerte pendiente de la senda de Dulau llegamos al collado de Aldamiñoste y de allí a la cumbre.
Desde Ubide
Remontando el barranco de Zubizola hasta Agiñalde (903 m). Se sigue hasta el collado de Dulau (1136 m) y de allí al de Aldamiñoste (1321 m) y a la cruz.
Desde Sarria
Se parte desde el Centro de Interpretación del parque natural del Gorbeia y se continúa por la llamada senda Baias franqueando el río Baias en varias ocasiones con la ayuda de sendos puentes hasta llegar a la subida final hacia la cruz (11 km).
Tiempos de accesos
- Pagomakurre (1h 45min)
- Sarria (2h 45min por Baias)
- Zarate (1h 45m)
- Murua (1h 45min)
- Altube (4h)
- Baranbio (4h 30min)
- Ubide (2h 45min)